# Satz von Wolstenholme
Der Satz von Wolstenholme (nach Joseph Wolstenholme) ist eine Aussage aus dem mathematischen Teilgebiet der Zahlentheorie. Er lautet:
Ist {\displaystyle p\geq 5} eine Primzahl, so hat die harmonische Zahl
{\displaystyle H(p-1)=1+{\frac {1}{2}}+{\frac {1}{3}}+{\frac {1}{4}}+\ldots +{\frac {1}{p-1}}}
einen durch {\displaystyle p^{2}} teilbaren Zähler (in vollständig gekürzter und daher auch in jeder anderen Darstellung als Quotient zweier ganzer Zahlen).

## Beispiele, andere Formulierungen, Folgerungen
Zur Veranschaulichung einige Beispiele:
- {\displaystyle p=7{\text{:}}\quad 1+{\tfrac {1}{2}}+{\tfrac {1}{3}}+{\tfrac {1}{4}}+{\tfrac {1}{5}}+{\tfrac {1}{6}}={\tfrac {49}{20}},} der Zähler {\displaystyle 49=1\cdot 7^{2}} ist durch {\displaystyle 7^{2}} teilbar.
- {\displaystyle p=13{\text{:}}\quad 1+{\tfrac {1}{2}}+{\tfrac {1}{3}}+{\tfrac {1}{4}}+{\tfrac {1}{5}}+{\tfrac {1}{6}}+{\tfrac {1}{7}}+{\tfrac {1}{8}}+{\tfrac {1}{9}}+{\tfrac {1}{10}}+{\tfrac {1}{11}}+{\tfrac {1}{12}}={\tfrac {86021}{27720}},} der Zähler {\displaystyle 86021=509\cdot 13^{2}} ist durch {\displaystyle 13^{2}} teilbar.

Der Satz von Wolstenholme ist äquivalent zu der Aussage, dass der Zähler von
{\displaystyle 1+{\frac {1}{2^{2}}}+{\frac {1}{3^{2}}}+{\frac {1}{4^{2}}}+\ldots +{\frac {1}{(p-1)^{2}}}}
durch {\displaystyle p} teilbar ist.
Eine Folgerung aus dem Satz ist die Kongruenz
{\displaystyle {\binom {2p}{p}}\equiv 2\mod {p^{3}},}
die auch in der Form
{\displaystyle {\binom {2p-1}{p-1}}\equiv 1\mod {p^{3}}}
geschrieben werden kann.

## Wolstenholme-Primzahlen
Eine Wolstenholme-Primzahl p ist eine Primzahl, die eine stärkere Fassung des Satzes von Wolstenholme erfüllt, genauer: die eine der folgenden äquivalenten Bedingungen erfüllt:
- Der Zähler von

{\displaystyle 1+{\frac {1}{2}}+{\frac {1}{3}}+\dots +{\frac {1}{p-1}}}
ist durch {\displaystyle p^{3}} teilbar.
- Der Zähler von

{\displaystyle 1+{\frac {1}{2^{2}}}+{\frac {1}{3^{2}}}+\dots +{\frac {1}{(p-1)^{2}}}}
ist durch {\displaystyle p^{2}} teilbar.
- Es gilt die Kongruenz

{\displaystyle {\binom {2p}{p}}\equiv 2\mod {p^{4}}.}
- Es gilt die Kongruenz

{\displaystyle {\binom {2p-1}{p-1}}\equiv 1\mod {p^{4}}.}
- Der Zähler der Bernoulli-Zahl {\displaystyle B_{p-3}} ist durch {\displaystyle p} teilbar.

Die beiden bisher einzigen bekannten Wolstenholme-Primzahlen sind 16843 (Selfridge und Pollack 1964) und 2124679 (Buhler, Crandall, Ernvall und Metsänkylä 1993). Jede weitere Wolstenholme-Primzahl müsste größer als 109 sein. Es wurde die Vermutung aufgestellt, dass unendlich viele Wolstenholme-Primzahlen existieren, und zwar etwa {\displaystyle \log(\log(x))} unterhalb {\displaystyle x} (McIntosh 1995).

### Verwandter Begriff
Betrachtet man nur Summanden mit ungeradem Nenner, also die Summe
{\displaystyle 1+{\frac {1}{3}}+{\frac {1}{5}}+\dots +{\frac {1}{p-2}}}
für eine Primzahl {\displaystyle p\geq 3}, so ist der Zähler genau dann durch {\displaystyle p} teilbar, wenn die stärkere Form
{\displaystyle 2^{p-1}\equiv 1\mod {p^{2}}}
des Satzes von Euler-Fermat gilt. Derartige Primzahlen heißen Wieferich-Primzahlen.

## Geschichte
Aus dem Satz von Wilson folgt die Kongruenz
{\displaystyle {\binom {np-1}{p-1}}\equiv 1{\pmod {p}}}
für jede Primzahl {\displaystyle p} und jede natürliche Zahl {\displaystyle n.}
Charles Babbage bewies 1819 die Kongruenz
{\displaystyle {\binom {2p-1}{p-1}}\equiv 1{\pmod {p^{2}}}}
für jede Primzahl {\displaystyle p>2.}
Joseph Wolstenholme bewies 1862 die Kongruenz
{\displaystyle {\binom {2p-1}{p-1}}\equiv 1{\pmod {p^{3}}}}
für jede Primzahl {\displaystyle p>3.}